# Shelbyville (Tennessee)
Shelbyville es una ciudad ubicada en el condado de Bedford en el estado estadounidense de Tennessee. En el Censo de 2010 tenía una población de 20.335 habitantes y una densidad poblacional de 421,89 personas por km².

## Geografía
Shelbyville se encuentra ubicada en las coordenadas 35°29′57″N 86°27′6″O / 35.49917, -86.45167. Según la Oficina del Censo de los Estados Unidos, Shelbyville tiene una superficie total de 48.2 km², de la cual 48.2 km² corresponden a tierra firme y (0%) 0 km² es agua.

## Demografía
Según el censo de 2010, había 20.335 personas residiendo en Shelbyville. La densidad de población era de 421,89 hab./km². De los 20.335 habitantes, Shelbyville estaba compuesto por el 68.29% blancos, el 14.06% eran afroamericanos, el 0.51% eran amerindios, el 0.69% eran asiáticos, el 0.2% eran isleños del Pacífico, el 12.94% eran de otras razas y el 3.3% pertenecían a dos o más razas. Del total de la población el 20.3% eran hispanos o latinos de cualquier raza.